# Fundición

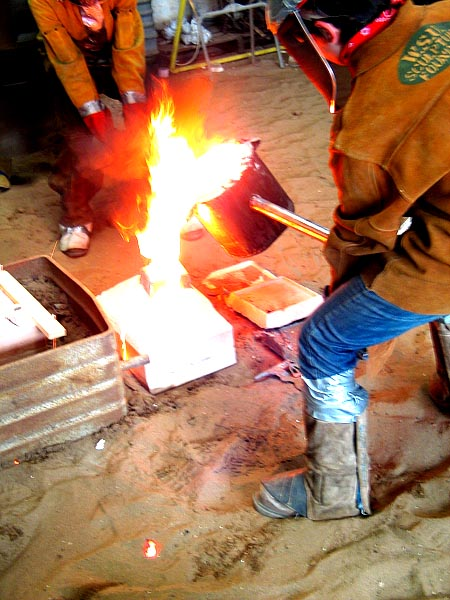
Colado del metal fundido.

Se denomina fundición al proceso de fabricación de piezas, comúnmente metálicas pero también de plástico, consistente en fundir un material e introducirlo en una cavidad (vaciado, moldeado), llamada molde, donde se solidifica.
El proceso más común es la fundición en arena, por ser esta un material refractario muy abundante en la naturaleza y que, mezclada con arcilla, adquiere cohesión y moldeabilidad sin perder la permeabilidad que posibilita evacuar los gases del molde al tiempo que se vierte el metal fundido. La fundición en arena consiste en colar un metal fundido, típicamente aleaciones de hierro, acero, bronce, latón y otros, en un molde de arena, dejarlo solidificar y posteriormente romper el molde para extraer la pieza fundida (pero ya sólida).
Para la fundición con metales como el hierro o el plomo, que son significativamente más pesados que el molde de arena, la caja de moldeo es a menudo cubierta con una chapa gruesa para prevenir un problema conocido como «flotación del molde», que ocurre cuando la presión del metal empuja la arena por encima de la cavidad del molde, causando que el proceso no se lleve a cabo de forma satisfactoria.
También se conoce como fundición al proceso de extraer metales a partir de sus menas, que suele ser la etapa previa al moldeado metálico (véase fundición).

## Etapas del proceso

### Diseño del modelo
La fundición en arena requiere un modelo a tamaño natural de madera, cristal, plástico y metales que define la forma externa de la pieza que se pretende reproducir y que formará la cavidad interna en el molde.
En lo que atañe a los materiales empleados para la construcción del modelo, se puede emplear desde madera o plásticos como el uretano y el poliestireno expandido (EPS) hasta metales como el aluminio o el hierro fundido.
Para el diseño del modelo se debe tener en cuenta una serie de medidas derivadas de la naturaleza del proceso de fundición:
- Debe ser ligeramente más grande que la pieza final, ya que se debe tener en cuenta la contracción de la misma una vez se haya enfriado a temperatura ambiente. El porcentaje de reducción depende del material empleado para la fundición.

A esta dimensión se debe dar una sobremedida en los casos en el que se dé un proceso adicional de maquinado o acabado por arranque de viruta.
- Las superficies del modelo deberán respetar unos ángulos mínimos con la dirección de desmoldeo (la dirección en la que se extraerá el modelo), con objeto de no dañar el molde de arena durante su extracción. Este ángulo se denomina ángulo de salida. Se recomiendan ángulos entre 0,5° y 2°.
- Incluir todos los canales de alimentación y mazarotas necesarios para el llenado del molde con el metal fundido.
- Si es necesario incluirá portadas, que son prolongaciones que sirven para la colocación del macho.

Los moldes, generalmente, se encuentran divididos en dos partes, la parte superior denominada cope y la parte inferior denominada draga que se corresponden a sendas partes del molde que es necesario fabricar.
Los moldes se pueden distinguir:
- Moldes de arena verde: estos moldes contienen arena húmeda.
- Moldes de arena fría: usa aglutinantes orgánicos e inorgánicos para fortalecer el molde. Estos moldes no son cocidos en hornos y tienen como ventaja que son más precisos dimensionalmente pero también más caros que los moldes de arena verde.
- Moldes no horneados: estos moldes no necesitan ser cocidos debido a sus aglutinantes (mezcla de arena y resina). Las aleaciones metálicas que típicamente se utilizan con estos moldes son el latón, el hierro y el aluminio.

Las etapas que se diferencian en la fabricación de una pieza metálica por fundición en arena comprende:
- Compactación de la arena alrededor del modelo en la caja de moldeo. Para ello primeramente se coloca cada semimodelo en una tabla, dando lugar a las llamadas tablas modelo, que garantizan que posteriormente ambas partes del molde encajarán perfectamente.

Actualmente se realiza el llamado moldeo mecánico, consistente en la compactación de la arena por medios automáticos, generalmente mediante pistones (uno o varios) hidráulicos o neumáticos.
- Colocación del macho o corazones. Si la pieza que se quiere fabricar es hueca, será necesario disponer machos, también llamados corazones que eviten que el metal fundido rellene dichas oquedades. Los machos se elaboran con arenas especiales debido a que deben ser más resistentes que el molde, ya que es necesario manipularlos para su colocación en el molde. Una vez colocado, se juntan ambas caras del molde y se sujetan. Siempre que sea posible, se debe prescindir del uso de estos corazones ya que aumentan el tiempo para la fabricación de una pieza y también su coste.
- Colada. Vertido del material fundido. La entrada del metal fundido hacia la cavidad del molde se realiza a través de la copa o bebedero de colada y varios canales de alimentación. Estos serán eliminados una vez solidifique la pieza. Los gases y vapores generados durante el proceso son eliminados a través de la arena permeable.

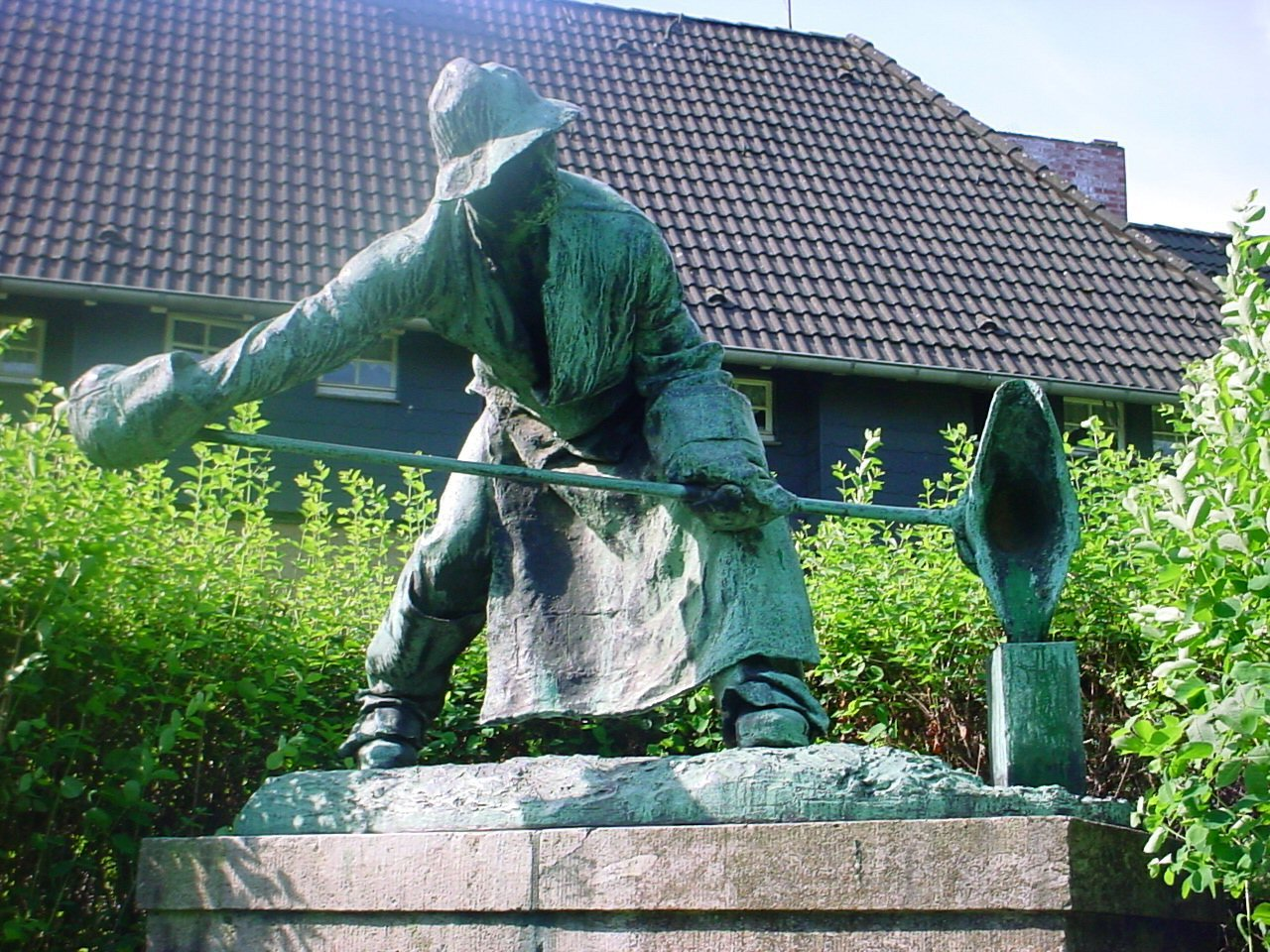
Vertido del material fundido.

- Enfriamiento y solidificación. Esta etapa es crítica de todo el proceso, ya que un enfriamiento excesivamente rápido puede provocar tensiones mecánicas en la pieza, e incluso la aparición de grietas, mientras que si es demasiado lento disminuye la productividad. Además un enfriamiento desigual provoca diferencias de dureza en la pieza. Para controlar la solidificación de la estructura metálica, es posible localizar placas metálicas enfriadas en el molde. También se puede utilizar estas placas metálicas para promover una solidificación direccional. Además, para aumentar la dureza de la pieza que se va a fabricar se pueden aplicar tratamientos térmicos o tratamientos de compresión.
- Desmolde. Rotura del molde y extracción de la pieza. En el desmolde también debe retirarse la arena del macho. Toda esta arena se recicla para la construcción de nuevos moldes.
- Desbarbado. Consiste en la eliminación de los conductos de alimentación, mazarota y rebarbas procedentes de la junta de ambas caras del molde.
- Acabado y limpieza de los restos de arena adheridos. Posteriormente la pieza puede requerir mecanizado, tratamiento térmico.

## Variantes
La precisión de la pieza fundida está limitada por el tipo de arena y el proceso de moldeo utilizado. La fundición hecha con arena verde gruesa proporcionará una textura áspera en la superficie de la pieza. Sin embargo, el moldeo con arena seca produce piezas con superficies mucho más lisas.
Para un mejor acabado de la superficie de las piezas, estas pueden ser pulidas o recubiertas con un residuo de óxidos, silicatos y otros compuestos que posteriormente se eliminarían mediante distintos procesos, entre ellos el granallado.
- Moldeo en arena verde. La arena verde es una mezcla de arena de sílice, arcilla, humedad y otros aditivos. Este moldeo consiste en la elaboración del molde con arena húmeda y colada directa del metal fundido. Es el método más empleado en la actualidad, con todo tipo de metales, y para piezas de tamaño pequeño y medio. No es adecuado para piezas grandes o de geometrías complejas, ni para obtener buenos acabados superficiales o tolerancias reducidas.

- Moldeo en arena químico. Consiste en la elaboración del molde con arena preparada con una mezcla de resinas y catalizadores, el fraguado de estas resinas puede ser por un tercer componente líquido o gaseoso, o por autofraguado. De este modo se incrementa la rigidez del molde, lo que permite fundir piezas de mayor tamaño y mejor acabado superficial.

- Moldeo en arena seca. La arena seca es una mezcla de arena de sílice seca, fijada con otros materiales que no sea la arcilla usando adhesivos de curado rápido. Antes de la colada, el molde se seca a elevada temperatura (entre 200 y 300 °C). De este modo se incrementa la rigidez del molde, lo que permite fundir piezas de mayor tamaño, geometrías más complejas y con mayor precisión dimensional y mejor acabado superficial.

- Moldeo mecánico. Consiste en la automatización del moldeo en arena verde. La generación del molde mediante prensas mecánicas o hidráulicas, permite obtener moldes densos y resistentes que subsanan las deficiencias del moldeo tradicional en arena verde. Se distingue en:

- Moldeo Horizontal. A finales de los años 50 los sistemas de pistones alimentados hidráulicamente fueron usados para la compactación de la arena en los moldes. Estos métodos proporcionaban mayor estabilidad y precisión en los moldes. A finales de los años '60 se desarrolló la compactación de los moldes con aire a presión lanzado sobre el molde de arena precompactado. La mayor desventaja de estos sistemas es la gran cantidad de piezas de repuesto que se consumen debido a la multitud de partes móviles, además de la producción limitada unos 90-120 moldes por hora.

- Moldeo vertical. En 1962 la compañía danesa Dansk Industri Syndikat (DISA) implementó una ingeniosa idea de moldeo sin caja aplicando verticalmente presión. Las primeras líneas de este tipo podrían producir 240 moldes por hora y hoy en día las más modernas llegan a unos 550 moldes por hora. Aparte de la alta productividad, de los bajos requerimientos de mano de obra y de las precisiones en las dimensiones, este método es muy eficiente.

- Moldeo en arena «matchplate». Este método fue desarrollado y patentado en 1910. Sin embargo, no fue hasta principio de los años '60 cuando la compañía estadounidense Hunter Automated Machinery Corporation lanzó su primera línea basada en esta tecnología. El método es similar al método vertical. El principal proveedor es DISA y actualmente este método es utilizado masivamente, particularmente en Estados Unidos, China y la India. Una gran ventaja es el bajo precio de los modelos, facilidad para cambiar las piezas de los moldes y además, la idoneidad para la fabricación de series cortas de piezas en la fundición.

- Moldeo a la cera perdida o microfusión. En este caso, el modelo se fabrica en cera o plástico. Una vez obtenido, se recubre de una serie de dos capas, la primera de un material que garantice un buen acabado superficial, y la segunda de un material refractario que proporcione rigidez al conjunto. Una vez que se ha completado el molde, se calienta para endurecer el recubrimiento y derretir la cera o el plástico para extraerla del molde en el que se verterá posteriormente el metal fundido.

- Fundición en coquilla. En este caso, el molde es metálico.

- Fundición por inyección

- Fundición prensada

- Fundición a baja presión: Es un sistema de fundición que consiste colocar un crisol de metal fundido en un recipiente a presión. Un tubo de alimentación conecta el metal de crisol con la entrada del molde. Se inyecta aire comprimido o un gas inerte en el recipiente a una presión de 20-105 kN/m². Al inyectarlo la única salida del metal será el tubo por lo que se genera el flujo de metal, que llena la matriz y forma la pieza. La presión se mantiene durante la solidificación para compensar la contracción volumétrica. No son necesarias ni mazarotas ni alimentación de colada.

- Fundición centrifugada

## Modelado de procesos de fundición

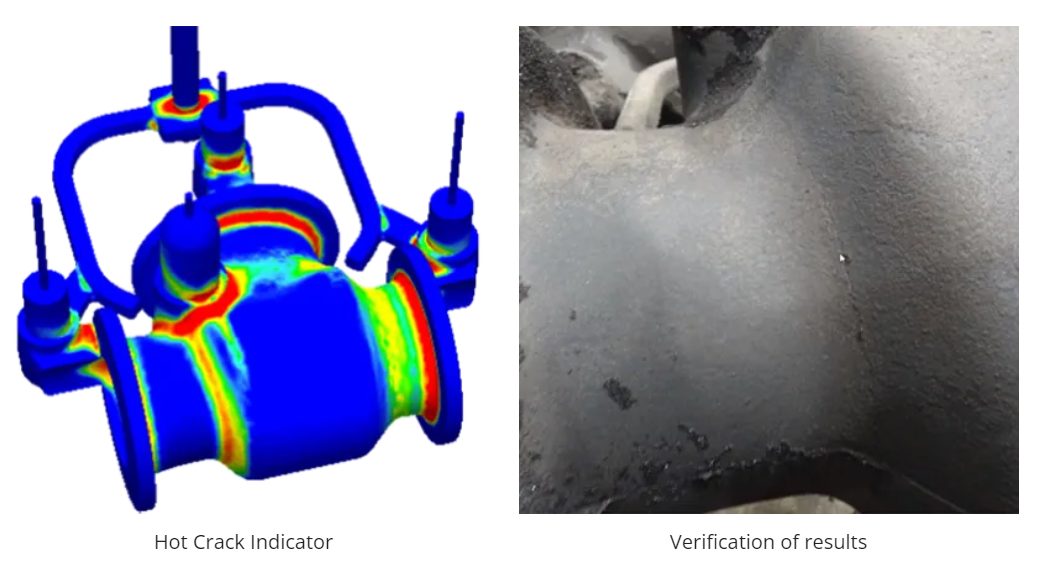
El software para el modelado de procesos de fundición proporciona capacidades para la evaluación interactiva y automatizada de los resultados (por ejemplo, velocidades y características de llenado y solidificación del molde, porosidad, formación de microfisuras y otros defectos).

La  simulación de procesos de fundición utiliza   métodos numéricos para calcular la calidad resultante de los componentes fundidos, teniendo en cuenta el llenado del molde, la cristalización y el enfriamiento, y proporciona una predicción cuantitativa de las propiedades mecánicas de la fundición, las tensiones térmicas y las deformaciones. La simulación describe con precisión las características finales de la fundición, antes del inicio de la producción. El molde y los parámetros de la fundición pueden ser diseñados teniendo en cuenta las propiedades del resultado. Esto genera ventajas no solo en la reducción de las pruebas de producción preliminares, sino también conduce al ahorro de energía, materiales y herramientas.
El software asiste al usuario en el diseño de componentes, la definición de prácticas de fundición y métodos de fundición, así como en la fabricación de modelos y moldes, tratamiento térmico y acabado final. Esto permite reducir los costos en todo el camino del proceso de fundición.
La simulación del proceso de fundición fue desarrollada por primera vez en las universidades, comenzando a principios de los años 70, principalmente en Europa y en los EE. UU., y se considera la innovación más importante en la tecnología de fundición en los últimos 50 años. Desde finales de los años 80, están disponibles varias versiones de software comercial que permiten a las fundiciones obtener una nueva comprensión de lo que sucede dentro del molde o la herramienta de fundición durante el proceso de fundición.